# Тихонов, Андрей Николаевич
Андре́й Никола́евич Ти́хонов (17 [30] октября 1906, Гжатск (в настоящее время город Гагарин) Смоленской губернии — 7 октября 1993, Москва) — советский математик и геофизик, академик Академии наук СССР, дважды Герой Социалистического Труда. Основатель факультета вычислительной математики и кибернетики МГУ.

## Биография

Могила А. Н. Тихонова на Новодевичьем кладбище Москвы

Родился 17 октября 1906 года в городе Гжатске Смоленской губернии. Русский. Семья Тихоновых состояла из 4 человек. Отец, Николай Васильевич, занимался торговлей, мать — Мария Николаевна, старший брат — Николай (родился в 1905 году). В 1910 году семья переехала в Москву. До революции дети Тихоновых учились в гимназии, а в годы Гражданской войны семья переехала на Украину, в 1919 году вся семья вернулась в Москву.
В 13 лет начал работать конторщиком агрономической службы Александровской (Белорусско-Балтийской) железной дороги. В 1922 году сдаёт экзамены по программе рабочих факультетов на вечерних общеобразовательных курсах. Тогда же он начинает готовиться к поступлению в вуз и в том же году в возрасте 16 лет поступает на физико-математический факультет Московского университета (1-й МГУ).
В 1927 году заканчивает математическое отделение физико-математического факультета МГУ, затем аспирантуру Научно-исследовательского института математики при МГУ и остаётся преподавать в Университете. С 1930 года — сотрудник Гидрометеорологической службы СССР.
В 1933 году после прошедшей в МГУ реорганизации, в ходе которой физико-математический факультет разделяется на механико-математический и физический факультет, направляется на вновь организованную кафедру математики физического факультета. В то же время он зачисляется на должность учёного специалиста в Геофизический институт.
В 1936 году защищает докторскую диссертацию на тему «О функциональных уравнениях типа Вольтерра и их приложениях к уравнениям математической физики».
С 1935 г. работает в должности профессора МГУ. Заведующий кафедрой математики на физическом факультете (1938—1971).
С 1937 г. — сотрудник (вскоре — заведующий отделом математической геофизики) Института теоретической геофизики АН СССР (в настоящее время Институт физики Земли), где проработал до 1953 года.
29 января 1939 года в возрасте 33 лет избран членом-корреспондентом Академии наук СССР в отделение математических и естественных наук по специальности «Геофизика, математическая физика».
С 1953 года работает заместителем директора Отделения прикладной математики МИАН (впоследствии Института прикладной математики АН СССР).
С 1946 по 1953 год является заведующим кафедрой высшей математики МИФИ.
В 1955 году подписал «письмо трёхсот». В 1960 году становится заведующим кафедрой вычислительной математики механико-математического факультета МГУ.
1 июля 1966 года избран академиком АН СССР в отделение математики по специальности «Математика».
В 1970 году был основным инициатором создания в МГУ факультета вычислительной математики и кибернетики, активную поддержку начинанию оказал Мстислав Келдыш, Тихонов стал первым деканом нового факультета и возглавлял его до 1990 года. Также с момента создания нового факультета заведовал кафедрой вычислительной математики ВМК МГУ, с 1981 года — кафедрой математической физики ВМК МГУ.
В 1978 году, после смерти Мстислава Келдыша, назначен директором Института прикладной математики АН СССР, с 1989 года — почётный директор института. Являлся членом редколлегий журналов «Доклады Академии наук», «Вычислительная математика и математическая физика», членом редакционного совета «Успехов математических наук».
Был одним из академиков АН СССР, подписавших в 1973 году письмо учёных в газету «Правда» с осуждением «поведения академика А. Д. Сахарова». В письме Сахаров обвинялся в том, что он «выступил с рядом заявлений, порочащих государственный строй, внешнюю и внутреннюю политику Советского Союза», а его правозащитную деятельность академики оценивали как «порочащую честь и достоинство советского учёного». Входил в число четырёх академиков (с Прохоровым, Скрябиным и Дородницыным), подписавших открытое письмо 1983 года с осуждением Андрея Сахарова.
Скончался вечером 7 октября 1993 года в Москве, похоронен на Новодевичьем кладбище.

## Научные исследования

Мемориальная доска на здании факультета вычислительной математики и кибернетики МГУ

Первые работы студенческих лет посвящены топологии и функциональному анализу. В частности, в 1926 году ввёл понятие произведения топологических пространств, позднее названное «тихоновским произведением», доказал теоремы о бикомпактности произведения бикомпактных пространств и о существовании неподвижной точки при непрерывных отображениях в топологических пространствах. В 1929 году им было введено понятие тихоновского куба. Автор широко применяемого вычислительного метода, получившего название «регуляризация Тихонова».
Получил фундаментальные результаты в области математической физики, теоретической геофизики, моделирования физико-химических процессов. Доказал теоремы единственности для уравнения теплопроводности, исследовал функциональные уравнения типа Вольтерры (1938).
В годы Великой Отечественной войны вёл исследования, связанные с противохимической защитой: разрабатывал математическую модель противогаза, занимался расчётами движения газового облака.
В 1948 году по распоряжению правительства организовал вычислительную лабораторию для расчёта процесса взрыва атомной бомбы. Выполнил фундаментальные исследования по разработке теории и методике применения электромагнитных полей для изучения внутреннего строения земной коры (теория магнитотеллурического зондирования, 1950). Эти исследования имели большое значение для разведки полезных ископаемых, в частности, они способствовали изысканию новых запасов нефти в стране. Является основоположником крупного направления в асимптотическом анализе — теории дифференциальных уравнений с малым параметром при старшей производной.
Под руководством Тихонова созданы алгоритмы решения многих прикладных задач. В 1956—1963 годах совместно с Александром Самарским развита теория однородных разностных схем. В рамках работ над проблемами поиска полезных ископаемых создал концепцию обратных и некорректных задач, и разработал методы регуляризации, тем самым стал основателем крупного научного направления, получившего мировое признание.

## Публикации
Автор и соавтор более 500 публикаций (статей, учебников и монографий). В их числе:
- Тихонов А. Н. Об устойчивости обратных задач. // Докл. АН СССР. — 1943. — Т. 39. — № 5. — C. 195—198.
- Тихонов А. Н. Об определении электрических характеристик глубоких слоёв земной коры. // Докл. АН СССР. — 1950. — Т. 73. — № 2.
- Тихонов А. Н., Самарский А. А. Уравнения математической физики (1-й выпуск в 1951 году).
- Тихонов А. Н., Свешников А. Г. Теория функций комплексной переменной. — М.: Наука. — 1-е изд. — 1970; 5-е изд. — 1998 (переведена на англ. и др. языки).
- Тихонов А. Н., Арсенин В. Я. «Методы решения некорректных задач» (1974).
- Тихонов А. Н., Васильева А. Б., Свешников А. Г. Дифференциальные уравнения. — М.: Наука. — 1-е изд. — 1980; 3-е изд. — 1998 (переведена на англ. и др. языки).
- Рассказы о прикладной математике / А. Н. Тихонов, Д. П. Костомаров. — М. : Мир, 1983. — 295 с. : ил.; 17 см
- Костомаров Д. П., Тихонов А. Н. Вводные лекции по прикладной математике. — М.: Наука, 1984, 190 с.;
- Тихонов А. Н., Гончарский А. В., Степанов В. В., Ягола А. Г. Регуляризирующие алгоритмы и априорная информация (1983).
- Тихонов А. Н., Гончарский А. В., Степанов В. В., Ягола А. Г. Численные методы решения некорректных задач (1990).
- Тихонов А. Н., Леонов А. С., Ягола А. Г. Нелинейные некорректные задачи (1995).

## Награды

### Почётные звания
- Дважды Герой Социалистического Труда (1953, 1986). В 1953 году ему было присвоено звание и вручён орден Ленина за «исключительные заслуги при выполнении специального задания Правительства». В 1986 году за выдающиеся заслуги в развитии математической науки и подготовке научных кадров и в связи с 80-летием присуждено звание Героя Социалистического Труда и вручён орден Ленина.
- Почётный доктор Будапештского университета (1975), Высшей технической школы в Карл-Маркс-Штадте (1976), иностранный почётный член Венгерской АН (1979), иностранный член АН ГДР (1980).

### Ордена и медали
- 6 орденов Ленина (19.09.1953; 04.01.1954; 11.09.1956; 29.10.1966; 20.07.1971; 29.10.1986)
- Орден Октябрьской революции (17.09.1975) — в связи с 250-летием Академии Наук
- 3 ордена Трудового Красного Знамени (10.06.1945; 29.10.1949, 15.06.1961)
- медали
- Золотая медаль АН СССР имени М. В. Келдыша (1990) — за цикл работ «О методах регуляризации широких классов неустойчивых задач математической физики».

### Премии
- Сталинская премия I степени (1953) — за расчетно-теоретические работы по изделию РДС-6с и РДС-5
- Ленинская премия (1966).
- Государственная премия СССР (1976).
- Премия Совета Министров СССР (1981).
- Премия имени М. В. Ломоносова I степени (1963) — за работу «О решении некорректно поставленных задач».

### Память
На здании факультета вычислительной математики и кибернетики МГУ установлена мемориальная доска. На Новодевичьем кладбище установлен памятник.
24 июня 2002 года в честь А. Н. Тихонова назван астероид 9565 Tikhonov, открытый в 1987 году советским астрономом Л. И. Черных.